# 奥地利翼龙属
奧地利翼龍（屬名：Austriadactylus）是種奇特的翼龍類。奧地利翼龍的化石被發現於奧地利，包含頭顱骨、下頜、一些脊椎骨、部分四肢、骨盆、以及尾巴。
奧地利翼龍擁有頭部冠飾，冠飾的寬度與往前伸往口鼻部的長度一樣。不同於曲頜形翼龍科，奧地利翼龍的可彎曲尾巴並沒有堅硬的骨棒。

## 外部連結
- 翼龍資料庫網站（页面存档备份，存于）